# Roding (rzeka)
Roding – rzeka w Anglii, wypływa koło Dunmow, przepływa przez Essex i uchodzi do Tamizy w Londynie. Długość – 80 km.
Rzeka wyznacza granicę pomiędzy londyńskimi dzielnicami Newham i Barking and Dagenham. Dzielnica Redbridge bierze swą nazwę od starego mostu na rzece Roding.